# Frontera entre Cuba i els Estats Units
La frontera entre Cuba i els Estats Units és totalment marítima i separa l'illa de Cuba i dels Estats Units i es troba a l'estret de Florida, entre el Golf de Mèxic i el sud de la península de Florida.
Hi ha un altre segment subjecte a reivindicació al voltant de la base naval de la Badia de Guantánamo que forma un enclavament a la província del mateix nom, ja que és oficialment un contracte d'arrendament.
El 1977 es va formalitzar un modus vivendi amb una línia de demarcació de 17 punts que definia una línia divisòria entre Florida i l'illa de Cuba.